# آن أستون
آن أستون (بالإنجليزية: Anne Aston)‏ هي مقدمة تلفزيونية وممثلة بريطانية، ولدت في 1948 في غلاسكو في المملكة المتحدة.

## وصلات خارجية
- آن أستون على موقع IMDb (الإنجليزية)
- آن أستون على موقع قاعدة بيانات الفيلم (الإنجليزية)